# Chu Thành vương
Chu Thành vương (chữ Hán: 周成王; 1065－1020 TCN), là vị Thiên tử thứ hai của nhà Chu trong lịch sử Trung Quốc. Ông trị vì khoảng 21 năm, từ năm 1042 TCN đến năm 1021 TCN.
Thành vương kế vị khi còn nhỏ tuổi, Chu Công Đán làm nhiếp chính, bình định Tam giám chi loạn (三监之乱), ổn định xã tắc nhà Chu. Thành vương khi trưởng thành, đã kiến lập tân đô Lạc Ấp, đại phong chư hầu, hoàn thiện Chu Công đông chinh (周公东征), biên tả lễ nhạc, gia tăng quyền uy thống trị của nhà Chu. Kế vị Chu Thành vương là Chu Khang vương, tiếp tục biện pháp thịnh trị, được lịch sử tôn xưng Thành Khang chi trị (成康之治).

## Thân thế
Chu Thành vương tên thật là Cơ Tụng (姬誦), là con trai của Chu Vũ vương Cơ Phát, vị quân vương đã sáng lập triều đại nhà Chu. Mẹ ông là Vương hậu Ấp Khương (邑姜), con gái của Tề Thái công Lã Thượng. Ngoài ra, ông có người anh em cùng mẹ là Đường Thúc Ngu (唐叔虞).
Khi Chu Vũ Vương diệt nhà Thương lên làm Thiên tử thì tuổi đã cao, Thái tử Cơ Tụng còn ít tuổi. Không lâu sau, Vũ vương bệnh mất. Trước khi qua đời, Vũ Vương ủy thác cho em là Chu Công Đán giúp Cơ Tụng làm Thiên tử kế vị.
Cơ Tụng lên nối ngôi, tức là Chu Thành Vương, chú là Cơ Đán làm phụ chính.

## Tam Giám chi loạn
Ba người em khác của Chu Vũ Vương, chú của Thành Vương là Quản Thúc Tiên, Hoắc Thúc Xử (霍叔處) và Sái Thúc Độ được phong đất làm Tam giám để canh chừng Vũ Canh nhưng lại nghe theo lời dụ của Vũ Canh, mưu lật đổ nhà Chu để khôi phục nhà Thương. Không lâu sau, ba người giúp Vũ Canh dấy binh của bộ lạc Hoắc Địa nổi loạn chống nhà Chu. Chu Công và Thiệu công tập trung dàn xếp xong việc nội chính, sau đó Chu Công mang quân đi đông chinh.
Qua 3 năm chiến tranh (1113 TCN), Chu Công đánh bại được quân nổi loạn, giết chết Vũ Canh và Quản Thúc Tiên; bắt Hoắc Thúc Xử và Sái Thúc Độ đi đày, phong đất Vệ của Quản Thúc trước đây cho em nhỏ của Vũ vương là Khang Thúc.

## Đích thân chấp chính
Năm 1109 TCN, Chu Công Đán làm phụ chính trong 7 năm, đến lúc này thì Chu Thành vương đã khôn lớn, Chu Công trao lại việc triều chính cho ông. Có người gièm pha Chu Công với Thành vương rằng:
"Chu Công Đán muốn giành ngôi đã lâu, nếu nhà vua không cảnh giác thì dễ xảy ra nguy biến".
Thành Vương tin lời gièm. Để tránh mâu thuẫn, Chu Công lui về ở ẩn tại nước Sở. Sau này Thành Vương xem được sắc thư của Chu Công trong chiếc rương quý mới hiểu rõ lòng trung thành và nhiệt tình của chú, rất hối hận và sai người đi đón Chu Công về.
Chu Thành vương sai Thiệu Công xây dựng đông đô ở Lạc ấp theo ý nguyện của vua cha Chu Vũ Vương khi còn sống. Lạc ấp là trung tâm thiên hạ, các nước chư hầu từ 4 phương về đó đều có độ dài tương đối bằng nhau.
Chu Thành Vương lại phong Chu Công làm Thái sư, Thiệu công làm Thái bảo. Ông cùng Chu Công và Thiệu công đi chinh phạt phía đông để dẹp bộ lạc Hòa Di nước Yêm nổi loạn. Sau khi dẹp xong, Thành Vương dời vua nước đó đến đất Bồ Cô. Miền đông dẹp yên, vua nước Tức Thận đến chầu.
Thành Vương dùng Chu Công sáng lập và điều chỉnh các chế độ nghi lễ. Trong nước từ đó thái bình yên ổn.
Khi lâm bệnh nặng, Chu Thành vương sợ thái tử Chiêu không đảm đương nổi công việc, bèn triệu Thiệu công và Tất công đến, dặn giúp đỡ thái tử.
Năm 1021 TCN, Chu Thành vương quy thiên. Thái tử Cơ Chiêu lên thay, tức là Chu Khang vương.